# Liste der Mitglieder der Deutschen Akademie der Naturforscher Leopoldina/1901
Die Liste der Mitglieder der Deutschen Akademie der Naturforscher Leopoldina für 1901 enthält alle Personen, die im Jahr 1901 zum Mitglied ernannt wurden. Insgesamt gab es vier neu gewählte Mitglieder.

## Neu gewählte Mitglieder
| Nr.  | Name                       | Geboren       | Aufnahme | Gestorben     | Fachsektion                                                    | Bild                       |
| ---- | -------------------------- | ------------- | -------- | ------------- | -------------------------------------------------------------- | -------------------------- |
| 3145 | Heinrich Weber             | 1. Jan. 1839  | 8. Jan.  | 5. Mai 1928   | Physik und Meteorologie                                        |                            |
| 3146 | Friedrich Johann Grabowsky | 27. Jan. 1857 | 28. Jun. | 26. Jan. 1929 | Zoologie und Anatomie Anthropologie, Ethnologie und Geographie | Friedrich Johann Grabowsky |
| 3147 | Wilhelm Trabert            | 17. Sep. 1863 | 8. Jul.  | 24. Feb. 1921 | Physik und Meteorologie                                        |                            |
| 3148 | Wilhelm Roux               | 9. Juni 1850  | 19. Jul. | 15. Sep. 1924 | Zoologie und Anatomie                                          | Wilhelm Roux               |